# Mode gothique
Pour les articles homonymes, voir Gothique.

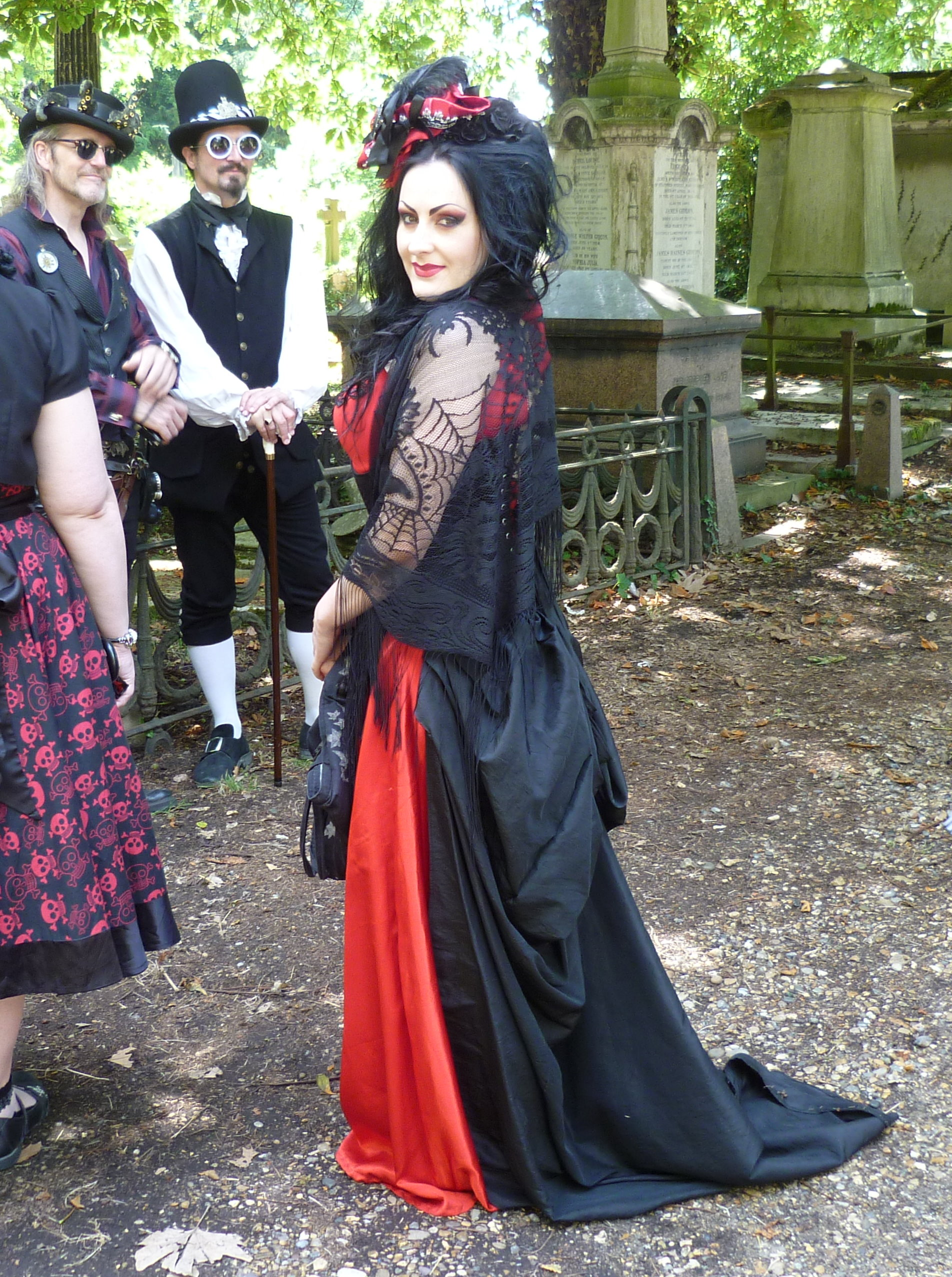
Femme gothique au cimetière de Kensal Green, Royaume-Uni, en 2015.

La mode gothique est un ensemble d'éléments liés à l'apparence physique associée au mouvement gothique. La mode gothique classique comprend les cheveux teints en noir, les coiffures exotiques, le rouge à lèvres foncé et les vêtements sombres. Les gothiques, hommes et femmes, peuvent porter de l'eye-liner foncé, du vernis à ongles foncé et du rouge à lèvres (souvent noir) pour un effet dramatique. Les gothiques hommes utilisent davantage de produits cosmétiques que les autres hommes. Les styles sont souvent empruntés à la mode punk (comme les bracelets à pointes et les étrangleurs) et peuvent également s'inspirer de l'époque victorienne et élisabéthaine. La mode gothique est parfois confondue avec la mode heavy metal et la mode emo. 

## Caractéristiques
Dans son article pour le New York Times, Cintra Wilson déclare que « les origines de la mode gothique contemporaine se trouvent dans le culte victorien du deuil. » Valerie Steele est une experte de l'histoire du style.
La mode gothique gothique est stéréotypée comme sinistre, mystérieuse et complexe, servant d'exutoire pour exprimer ces caractéristiques. La mode gothique se reconnaît à ses vêtements d'un noir complet. Ted Polhemus décrit la mode gothique comme une « profusion de velours noir, de dentelle, de résilles et de cuir teinté d'écarlate ou de violet, accessoirisés de corsets à lacets serrés, de gants, de talons aiguilles  et de bijoux en argent représentant des thèmes religieux ou occultes. »
Goth Bible: A Compendium for the Darkly Inclined de Nancy Kilpatrick définit le terme « poseur » pour la scène gothique comme suit : « les aspirants gothiques, généralement de jeunes enfants qui traversent une phase gothique et qui n'adhèrent pas aux sensibilités gothiques mais veulent faire partie de la foule gothique (...) » Le collaborateur de Kilpatrick « Daoine O' » dénigre les goths poseurs comme « des batbabies dont les vêtements sont achetés au [magasin de centre commercial] Hot Topic avec l'argent de leurs parents. »

## Vie quotidienne
La mode gothique s'exprime dans toute son exubérance lors d'événements précis et ponctuels comme les soirées, les concerts ou les festivals. Au quotidien, la plupart des individus adoptent une esthétique sobre (vêtements noirs) agrémenté de quelques rares accessoires (pendentifs, gants en résille ou dentelle, etc.).

## Influences
Au fur et à mesure que le mouvement gothique s'installe dans le temps, il se nourrit de différents apports culturels qui élargissent ses codes esthétiques.

### Post-punk

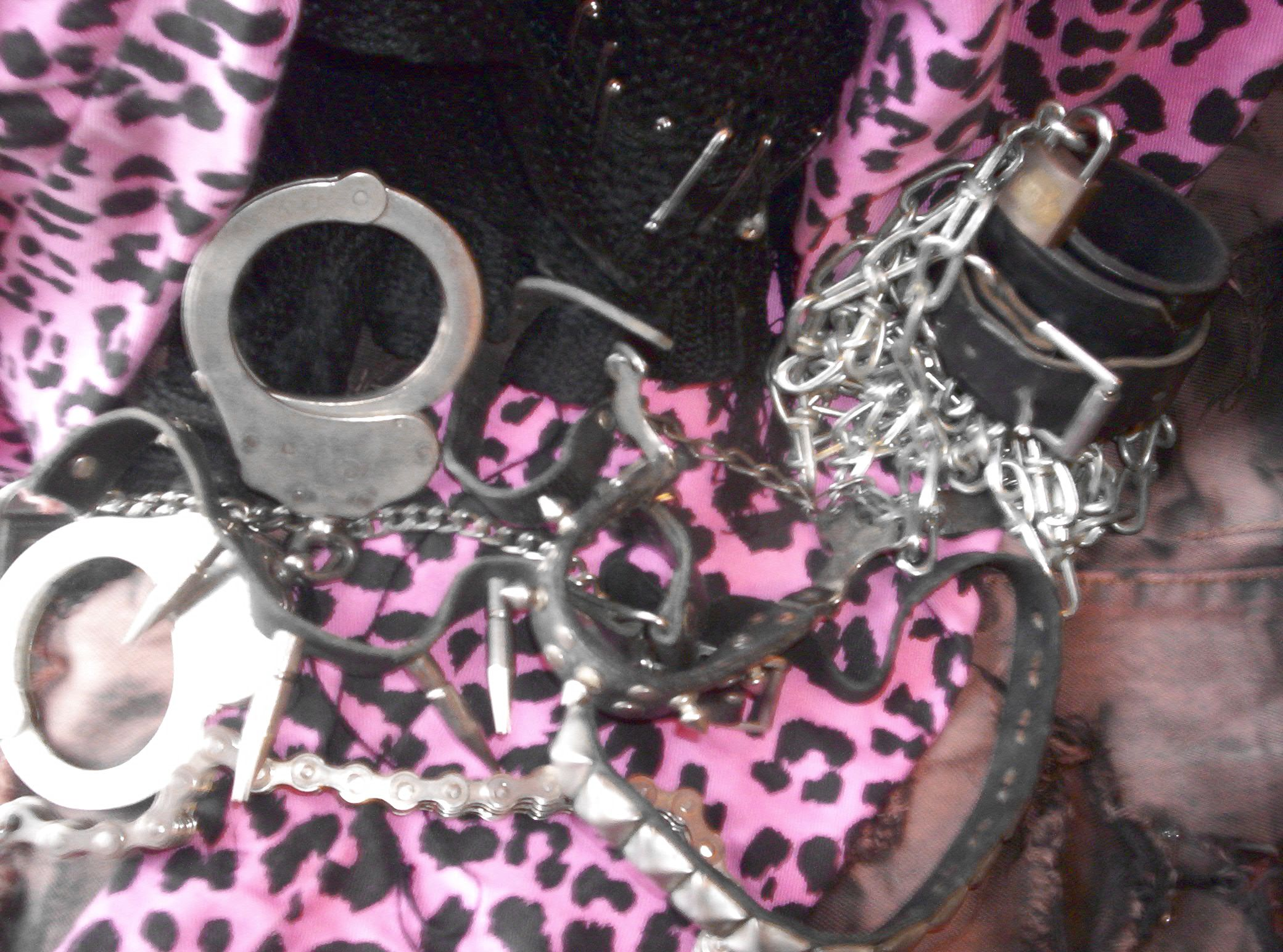
Accessoires.

Dans une société où l'apparence prime comme une caution implicite, afficher une apparence hors norme est un moyen de contestation efficace que le mouvement punk avait très largement exploré et dont de nombreux éléments sont encore présents dans la mode gothique actuelle, autant dans les coiffures que dans les accessoires ou les matières.
Parmi les éléments encore présents, l'un des plus notables est la coiffure. Ainsi, le crâne tout ou partiellement rasé, la décoloration ou la coloration des cheveux, les crêtes et les coiffures nécessitant l'usage de laque, sont à rattacher aux origines punk, dont le mouvement a aboli les tabous liés aux cheveux. Les éléments vestimentaires habituellement associés au libertinage sexuel sont exploités par goût de la provocation et pour revendiquer une certaine liberté individuelle, vécue ou non : maquillage outrancier, jupes raccourcies, résilles, menottes, chaînes, clous et autres pointes métalliques, le piercing, etc.
La volonté de se démarquer dans une société jugée trop conformiste se traduit par des codes vestimentaires inverses à ceux habituellement utilisés. Les bijoux sont argentés et non dorés. Les vêtements sont déchirés, accessoirisés (Do it yourself, badges), déstructurés (pantalons à lacets, anneaux métalliques, zip, et autres sangles) plutôt que sobres. Les chaussures - type Doc Martens ou Rangers - sont grosses et souvent colorées par opposition aux classiques chaussures discrètes. Les Dr. Martens ont d'ailleurs longtemps été l'archétype de « la » chaussure gothique avant l'avènement des New Rock durant les années 1990.

#### Batcave

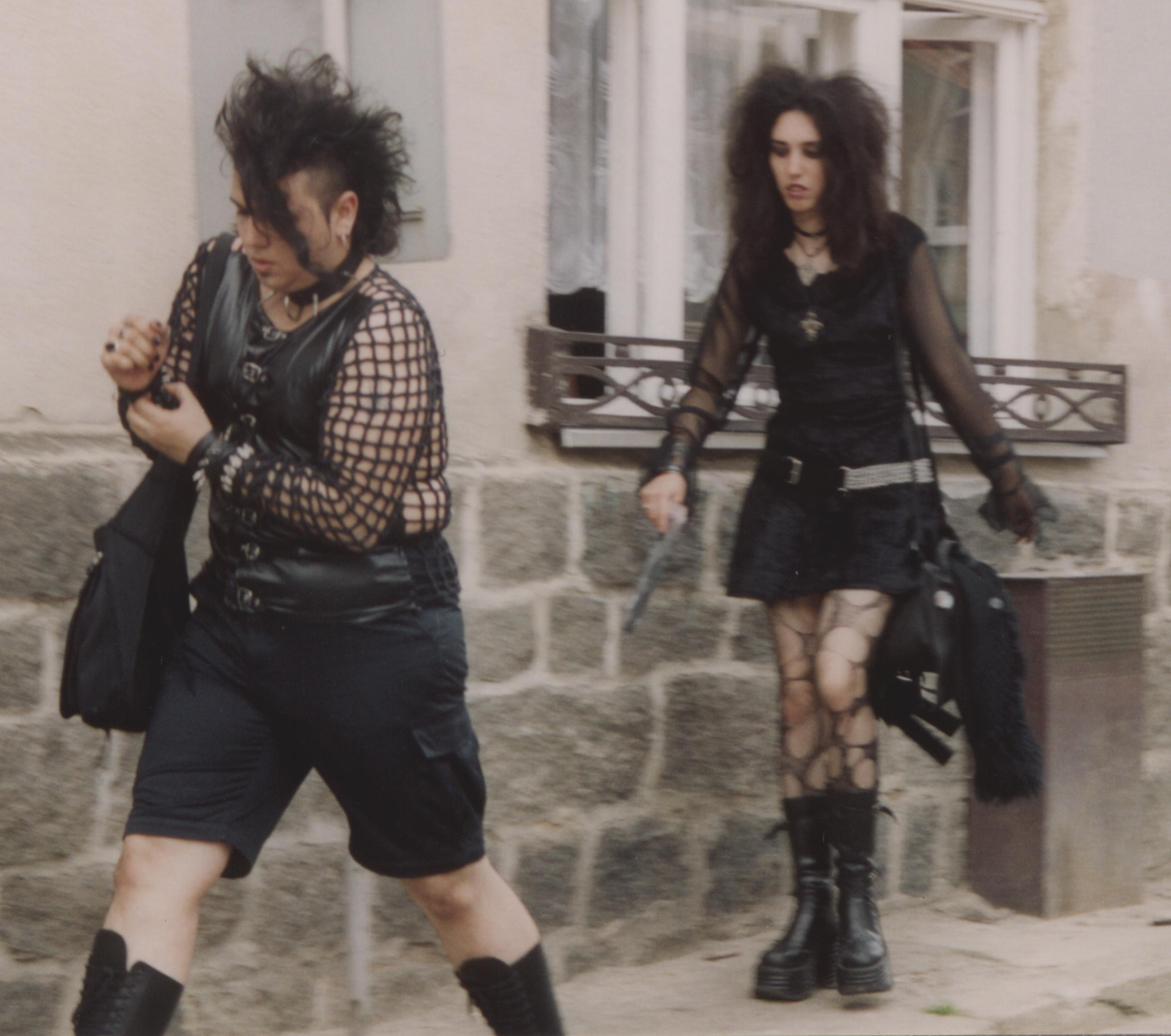
Visuels batcave.

Par l'intermédiaire notamment de la médiatisation de The Cure, la mode gothique se répand et s'affirme dans une sobriété accentuée par l'usage massif du noir, autant dans les vêtements que sur les cheveux et dans le maquillage. La boîte de nuit londonienne batcave, par des costumes et des décors extravagants et auto-parodiques, a alors donné son nom à un style vestimentaire,.
D'autres éléments apparaissent alors, comme le teint blafard et livide, emblématique du look gothique, censé choquer par référence au mal-être et à la mort, ou encore la coupe dite « en pétard » avec les cheveux crêpés. On trouve aussi des éléments symétriques avec une récurrence des grosses rayures, le plus souvent horizontales, que l'on peut assimiler à celles des bagnards ou à Beetlejuice de Tim Burton. À l'opposé, on rencontrera également des éléments asymétriques avec des superpositions de paires de collants et de résilles trouées, déchirées, parfois même de couleurs différentes, portés également, par certains, sur les bras.
L'attention apportée au look est renforcée par les influences glam rock qui introduisent les éléments liés à l'androgynie : maquillage et jupes pour les femmes, costume (pantalon cintré, petit gilet sans manche, cheveux noués dans un catogan) pour les hommes. Ces mêmes influences glam rock apporteront un côté théâtral au look renforçant encore l'importance du maquillage et amenant l'usage d'accessoires souvent exubérants ou à l'inverse morbides représentant des chauves-souris, des cercueils, des crânes, des ossements divers.

### Écrits fantastiques

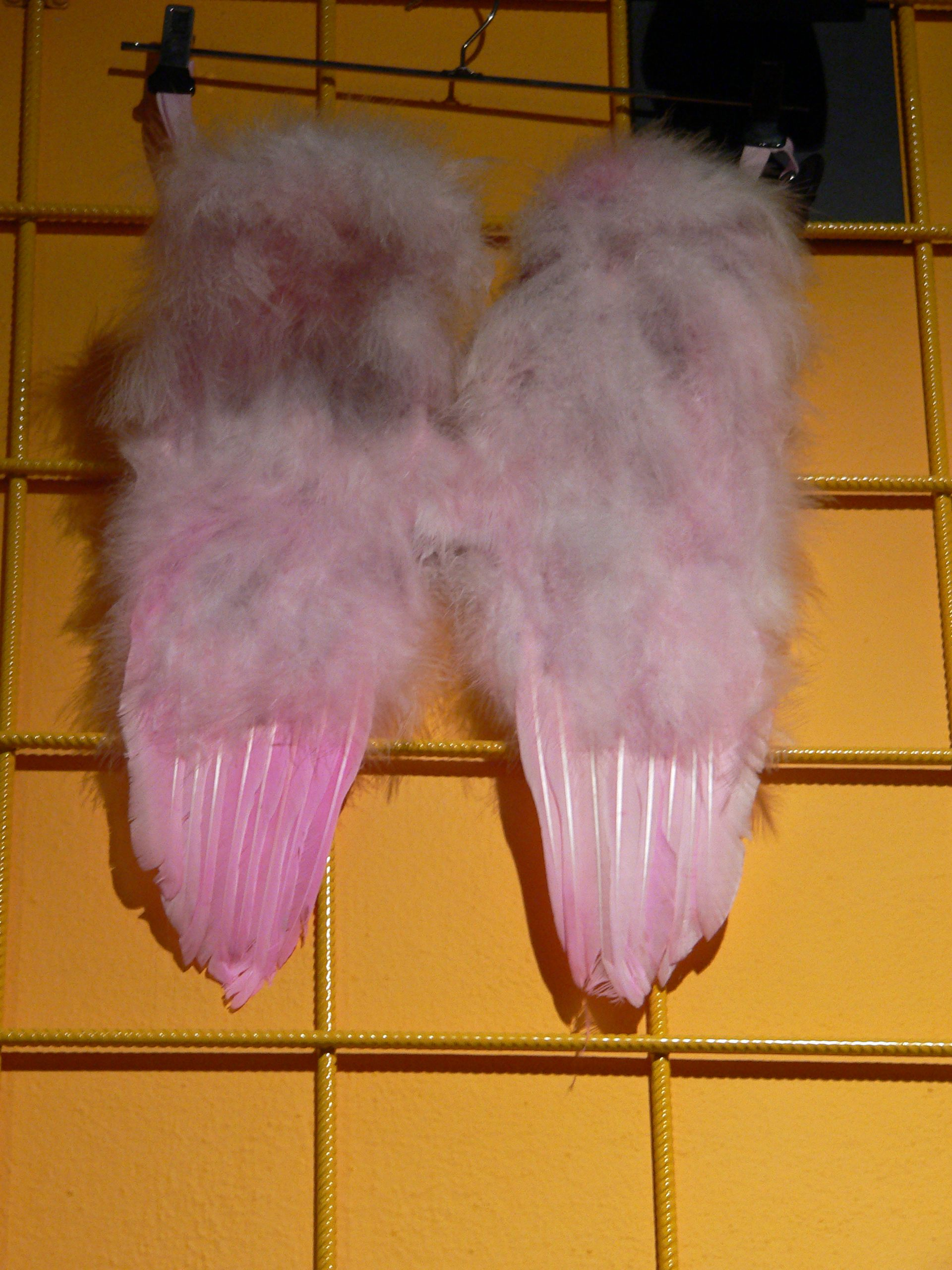
Fausses ailes.

Principalement véhiculés par la littérature, mais aussi par le cinéma, certains éléments fantastiques viennent enrichir la mode gothique. La thématique des vampires apporte un univers esthétique très riche, où prestance et élégance sont recherchées et mises en avant par nombre d'accessoires : hauts-de-forme, monocles, teint blafard, grandes capes noires, cannes à pommeau travaillé, lavallières, fume-cigarettes, gants, cigarettes aux clous de girofle, prothèses dentaires ou dents taillées, lentilles de contact teintées à pupilles fendues. Cette influence amène un usage parcimonieux de couleurs liées au deuil ou à la mort (l'écarlate et le violet « pompes funèbres ») en plus du noir habituel. Toujours fidèles à leur image de dandies, certains aficionados du personnage vampirique troqueront leurs dentelles pour des costumes habillés résolument modernes.
L'univers des légendes où se mêlent fées, lutins et anges apporte quant à lui l'usage du vert émeraude ainsi que d'autres accessoires comme les fausses ailes à fixer dans le dos par un système de sangles proche de celui d'un sac à dos, les fausses oreilles en pointe, les diadèmes, et les parures de bijoux.

### Fétichisme
Jouant sur les codes vestimentaires habituellement associés au libertinage sexuel des origines, des éléments issus du fétichisme sont aussi utilisés. Les accessoires (chaînes, menottes, camisole de force, cravache, laisse, talons aiguilles, bottes, entraves, corset, lacets, etc.) comme les matières connotées (le vinyle, le latex, le Lycra ou le cuir) sont largement utilisés.
Les modifications corporelles (piercing, tatouage, scarification, branding) sont courantes.

### Historique

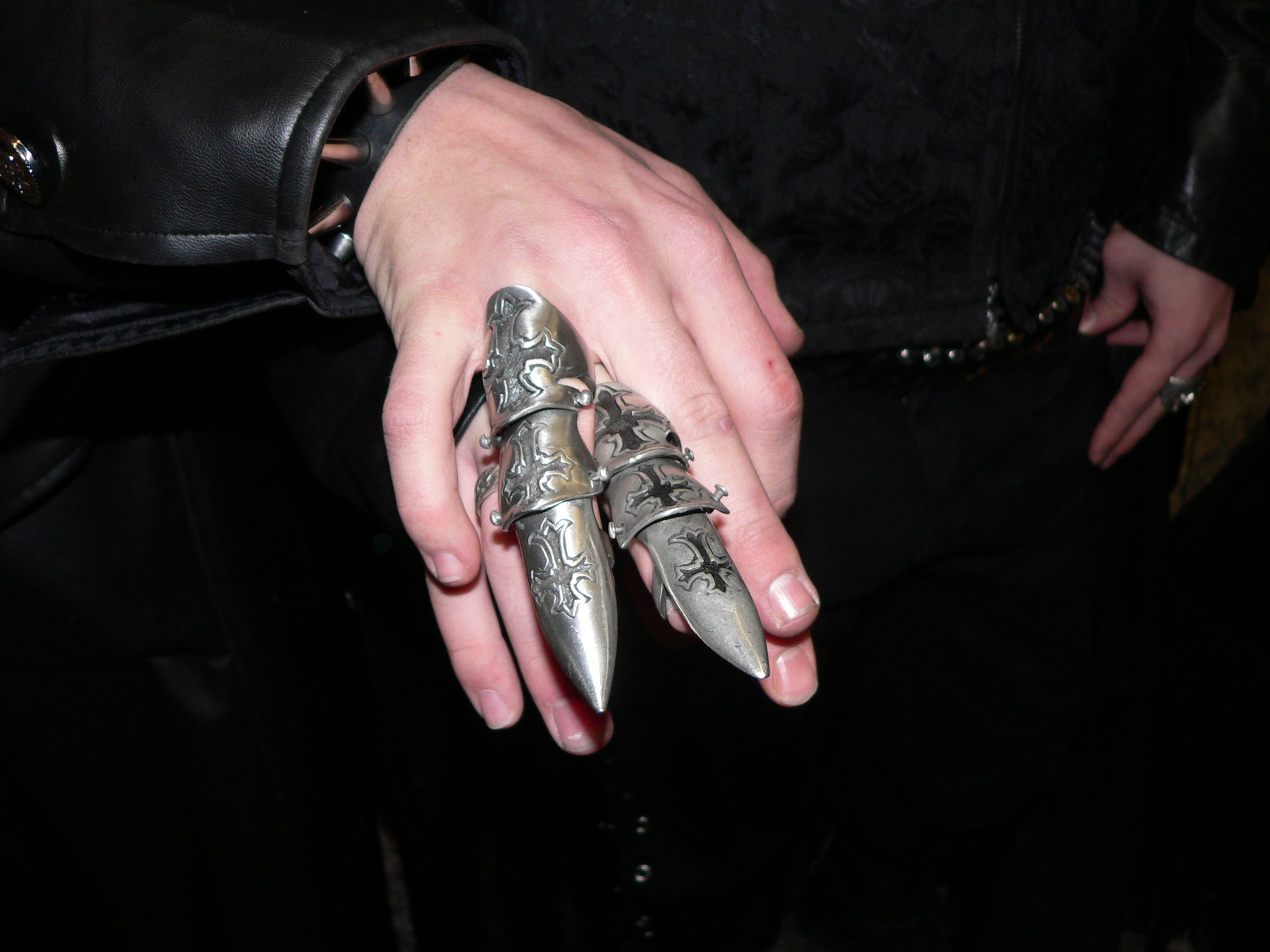
Bague armure.

La mode gothique considère de façon très large les robes longues comme médiévales, même si d'un point de vue strictement historique, il serait plus exact de parler d'influences baroques, médiévales, renaissance, victoriennes mais surtout empire pour les robes à coupe cintrée sous la poitrine ou à crinoline. Outre l'apparition de robes longues et baroques, ces influences se retrouvent aussi dans les matières, notamment les matières travaillées comme le velours ou la dentelle, ou dans des notes colorées - mais jamais vives - dans les tenues. Le pendant masculin de ces esthétiques est représenté par les chemises à manches bouffantes ou à jabot, blanches ou noires. C'est également le retour, chez les femmes, des cheveux longs, qui permettent des coiffures élaborées.
Divers accessoires sont à rattacher aux influences historiques, comme ceux liés aux cultures traditionnelles folkloriques (triskèles, runes...), certains accessoires vestimentaires (ombrelles, chapeaux, éventails), les bagues, les grands boutons décorés, armures et même les grelots - souvent portés en bracelet de cheville ou de poignet - en référence aux pestiférés.
Et c'est évidemment à ces influences que l'on doit de voir - rarement - des tuniques en cotte de mailles et autres coûteuses pièces d'armure. Cependant, la motivation première est rarement la fidélité de la reconstitution historique, ce qui donnera parfois lieu aux plus farfelus des anachronismes.

### Indus
Les influences indus réintroduisent une certaine virilité dans l'esthétique gothique notamment par l'usage d'éléments paramilitaires comme le treillis camouflage — surtout urbain (gris ou bleu le plus souvent) —, les grosses chaussures de type Rangers, les vestes d'aviateur, les lunettes de « soudeurs » (modifiées) ou d'aviateur, le crâne rasé ou les cheveux coupés très court pour les garçons.
L'esthétique peut même être qualifiée de martiale lorsqu'elle est principalement constituée d'uniformes authentiques ou de copies d'uniformes.

### Cyber
Le cyber est influencé par une certaine vision d'une esthétique futuriste destructeur. Les représentants de ce style sont souvent vêtus de noir couplé à une ou plusieurs couleurs plus vives, parfois fluorescentes, portant de nombreux accessoires inspirés du futur bien évidemment, mais aussi de type médical voire militaire.
Quant aux coiffures, aussi bien féminines que masculines, on retrouve régulièrement des dreads synthétiques de diverses couleurs auxquelles s'ajoutent parfois des tubes dits cyberlox, ainsi que des foams, par exemple. Les chaussures qu'affectionnent la majorité de Cybers sont souvent des Transformers/Transmuters, principalement des plates-formes. On retrouve parfois le port de masques « à gaz » ou tirés de l'univers médical, le maquillage est extravagant, il est fréquent d'observer des sourcils totalement travaillés au liner.

### Pirate et corsaire

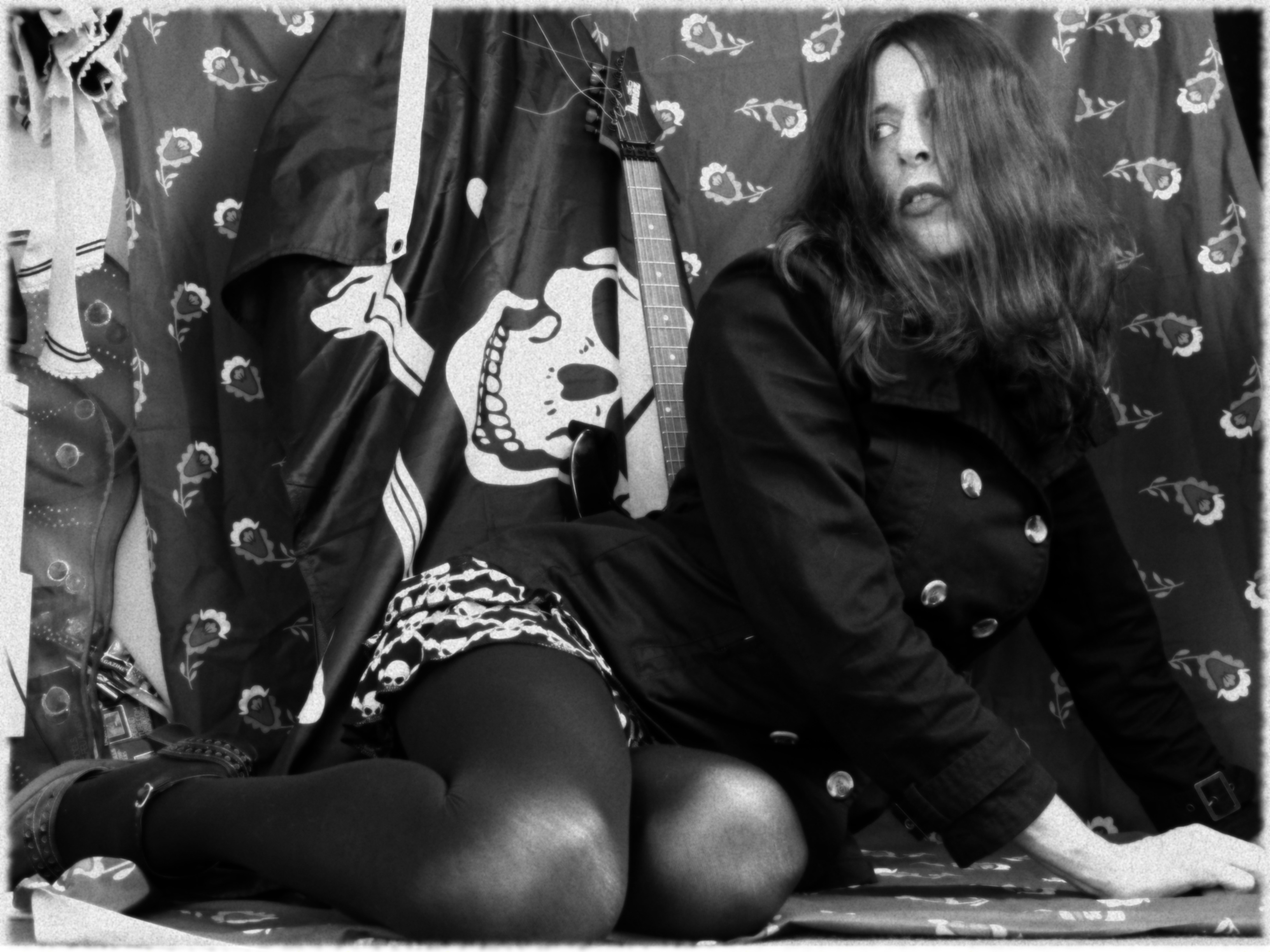
Exemple d'influence de type pirate.

Le look aux influences pirate est un look relativement ancien à l'échelle de l'histoire du mouvement mais cependant rare. Il comporte généralement des cuissardes, un foulard noué sur la tête, des têtes de mort en accessoires, le tout en noir.

### Wannabe

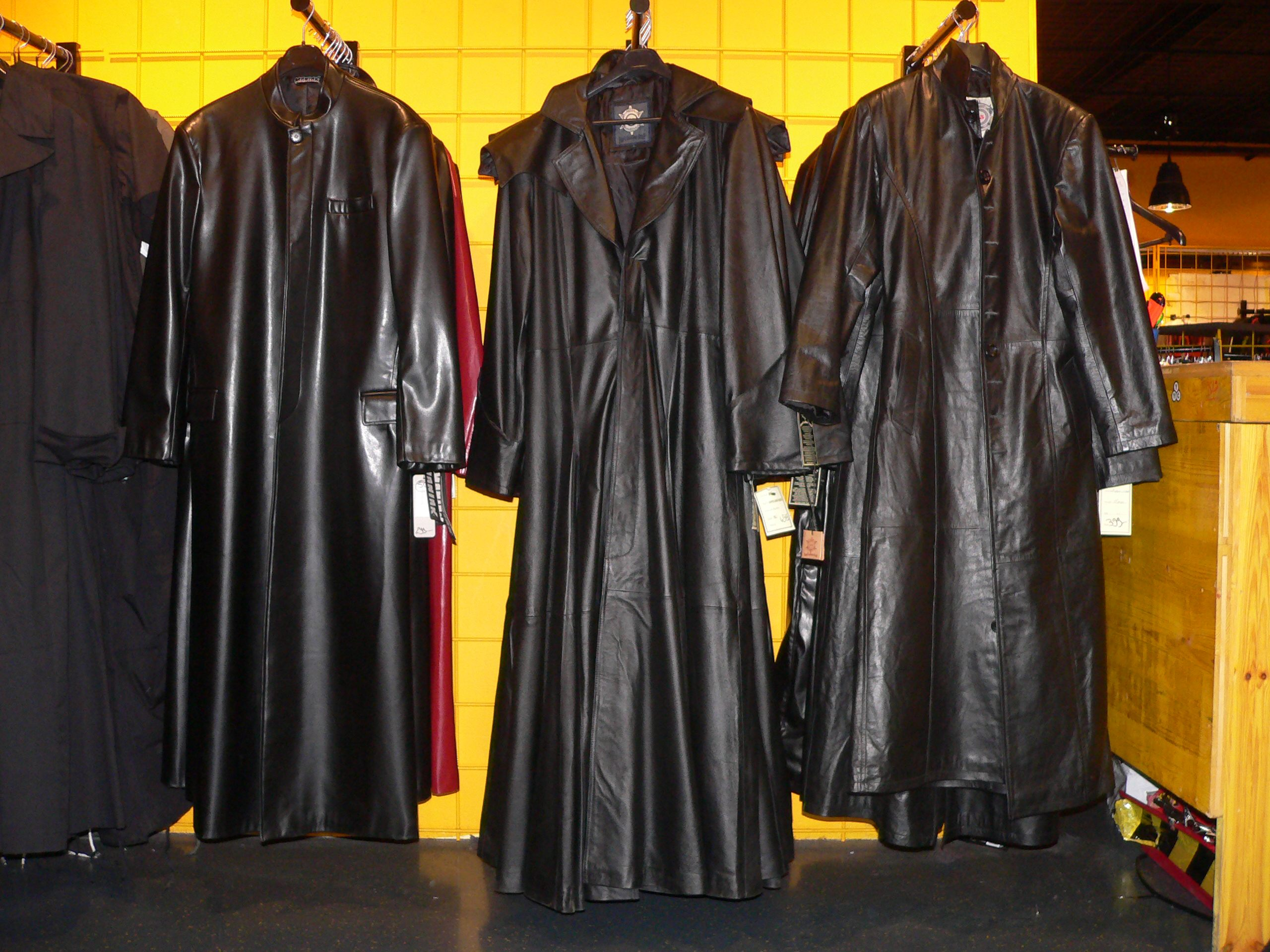
Exemples de trench-coat.

Il s'agit d'un look visant à s'approcher au plus près d'un idéal esthétique incarné par un personnage médiatisé : notamment chanteur, acteur, et personnage de film. Le curiste aspire à ressembler à Robert Smith de The Cure. Ce look était extrêmement répandu dans les années 1980. Typiquement, il se compose d'un costume noir un peu trop large, d'une chemise blanche débraillée avec une coupe de cheveux en pétard, un teint blafard, les yeux étant surlignés de noir. Certains fans du chanteur Carl McCoy des Fields of the Nephilim pourront porter des sur-pantalons ou des jambières, des chapeaux à larges bords, des gilets, des trench-coats (plus particulièrement les modèles cache-poussière à capelines) et des santiags, le tout en cuir et en matériaux noirs.
Le spooky kid s'identifie à Marilyn Manson. Ce look s'est particulièrement répandu à la fin des années 1990. Il comporte souvent des lentilles de contact cosmétiques colorées et/ou à pupille fendue, des traces d'automutilation, des clous, des chaînes, des pointes, des éperons en pointe, et un teint livide.

### Culture
Suivant les courants de mode portés par des événements culturels médiatisés, la mode gothique subit régulièrement les remous causés par certains phénomènes qui amplifient et renforcent des attitudes déjà présentes dans les références esthétiques gothiques.
Du fait des influences fantastiques déjà présentes dans le mouvement, il est évident que les films reprenant ces influences ont nourri l'esthétique du mouvement. C'est le cas des films de vampires, notamment le Dracula de Francis Ford Coppola ou Entretien avec un vampire, mais aussi du Seigneur des anneaux (recrudescence des oreilles en pointe façon elfe). Les influences glam rock, elles, s'inspirent du cinéma gore et de série B tels que La Nuit des morts-vivants, le Retour des morts-vivants, ce qui permit l'émergence d'un look style zombie au teint livide, vêtements déchirés, yeux lourdement maquillés de noir, lèvres rouge écarlate ou noires. Il ne porte pas souvent de couleur vive sauf le rouge, en exception. (Cf. Rob Zombie). D'autres films ont marqué l'esthétique gothique, suscitant l'apparition de looks directement inspirés de leur héros comme The Crow (look inspiré du héros Éric Draven, long manteau en cuir, résille, maquillage évoquant un masque mortuaire et usage excessif du ruban adhésif d'emballage noir surtout enroulé autour des poignets et du torse), ou encore Underworld (retour en force du trench-coat et du corset en vinyle).
Tout comme le cinéma, les séries télévisées reprenant des éléments proches du mouvement gothique enrichissent aussi son esthétique, inspirant des looks directement liés à leur héros. On peut citer entre autres le cas de La Famille Addams (attitude visant à s'approcher esthétiquement des membres de la famille Addams, et plus particulièrement du personnage de Morticia Addams) ou de The munsters (attitude visant à reproduire l'esthétique du personnage de Lilly Munster).

## Confusions courantes
De par son aspect visuel provocateur, la mode gothique est souvent interprétée de manière erronée et génère de nombreux a priori. Par exemple, le mouvement gothique est souvent associé à la musique metal ou au satanisme, à l'apparence visuelle plus ou moins proche, alors qu'il s'agit de notions bien distinctes.
D'une part, cette mode est souvent taxée d'élitiste à cause du teint blafard rapproché de celui des aristocrates, d'autre part, l'importance donnée au look est perçue comme sectaire. Les uniformes arborés par les adeptes de l'esthétique martiale sont la cause de confusions avec le fascisme.
Le port de vêtements noirs, couleur de deuil en occident, et, de manière détournée ou non, celui d’accessoires chargés de symbolique, laisse supposer une certaine fascination pour la mort et le macabre. La mode gothique favorise l'assimilation du mouvement gothique à la sorcellerie ou à l'occultisme, à cause du noir, couleur associée au malheur et à la sorcellerie en Occident, et également du fait de l'usage de symboles mystiques. Enfin, le mouvement gothique est parfois associé à la pratique d'une sexualité débridée, à cause de l'usage de matières ou d'accessoires liés au fétichisme et au sado-masochisme.

## Spécificités de la scène britannique
La scène britannique, de par ses spécificités culturelles, a su prendre du recul sur elle-même et a attribué des noms ou des sobriquets à certaines catégories de look exubérantes et récurrentes.
Le mopey goth est une version plus extravagante du gothique médiéval, facilement reconnaissable à ses tenues d'influences historiques (grandes chemises à jabot pour les hommes et longues robes baroques pour les femmes), une débauche d'accessoires frôlant le ridicule et un maquillage soigné. Ils ont la réputation d'être constamment dans un dépressif, d'où leur surnom.
Les perky goths sont des gothiques « heureux », certains diront hyperactifs ; leur façon de se vêtir montre d'indéniables indices esthétiques gothiques - dominance du noir, tenues élaborées - mais elle comporte aussi toujours une note personnelle gaie, souvent un accessoire - sac à dos en forme de nounours, personnage de manga en peluche - ou un élément vestimentaire extrêmement coloré, voire fluorescent.
Les rivet heads arborent un look plus sobre, le plus souvent intégralement de couleur noire, à l'exception de t-shirts de leurs groupes favoris. Ils portent généralement les cheveux courts ou rasés, et empruntent leurs rares accessoires aux tendances fétichistes ou indus-martiales.
Originaires du Japon, les gothic lolitas sont à mi-chemin entre les tendances visual kei et historiques pour le côté baroque et les dentelles. Le résultat n'est pas sans rappeler esthétiquement les poupées de porcelaine. Ce style est à ne pas confondre avec le style babydoll. Le film Kamikaze Girls, sorti en 2004, en est emblématique.
Le cybergoth emprunte son look à la mode des animés manga, avec une vision futuriste parfois post-apocalyptique, souvent influencée par la musique électro-industrielle. Féru de chaussures à semelles compensées, de vêtements et d'accessoires — nombreux — en vinyle, il l'est aussi des extensions de cheveux, notamment des dreadlocks multicolores. Ce look est particulièrement adapté à l'ambiance des nightclubs gothiques anglais, où s'est répandue l'utilisation de peintures corporelles phosphorescentes et d'accessoires tels que plaques métalliques, plaques réfléchissantes ou fluorescentes, le plus populaire étant sans doute le glowstick, bâtonnet qui luit dans le noir et qui, l'éclairage ultraviolet aidant, permet des chorégraphies visuelles.